# Vytautas Butkus
Vytautas Butkus (* 20. Dezember 1949 in Kaunas, Litauische SSR) ist ein ehemaliger sowjetischer Ruderer, der 1976 eine olympische Silbermedaille gewann.

## Sportliche Karriere
Der 1,90 m große Vytautas Butkus von Žalgiris Kaunas nahm 1973 im Einer an den Europameisterschaften in Moskau teil und gewann die Silbermedaille hinter dem Westdeutschen Peter-Michael Kolbe und vor dem Ostdeutschen Wolfgang Güldenpfennig. 
Zwei Jahre später ruderte Butkus bei den Weltmeisterschaften 1975 in Nottingham im Doppelvierer. Vytautas Butkus, Juri Jakimow, Aivars Lazdenieks und Jewgeni Dulejew erruderten die Bronzemedaille hinter den Booten aus der DDR (mit Güldenpfennig) und der Tschechoslowakei.
Bei den Olympischen Spielen 1976 trat der sowjetische Doppelvierer in der gleichen Besetzung wie im Vorjahr an. Im Vorlauf gewann das Boot mit drei Sekunden Vorsprung vor dem Doppelvierer aus der DDR und qualifizierte sich damit direkt für das Finale. Im Finale siegte die Crew aus der DDR mit einer Sekunde Vorsprung vor dem sowjetischen Doppelvierer, mit knapp zwei Sekunden Rückstand gewannen die Tschechoslowaken die Bronzemedaille.
1977 startete der sowjetische Doppelvierer in der gleichen Besetzung bei den Weltmeisterschaften in Amsterdam, belegte aber lediglich den zweiten Platz im B-Finale und damit den achten Platz in der Gesamtwertung.
Nach seiner Karriere war Butkus als Rudertrainer tätig.